# Neobisium crassifemoratum
Espèce
Synonymes
- Obisium crassifemoratum Beier, 1928
- Neobisium concolor Ćurčić, 1984

Neobisium crassifemoratum est une espèce de pseudoscorpions de la famille des Neobisiidae.

## Distribution
Cette espèce se rencontre en Allemagne, en Pologne, en Slovaquie, en Tchéquie, en Hongrie, en Ukraine, en Roumanie, en Bulgarie, en Serbie, en Macédoine du Nord, en Grèce, en Turquie, en Géorgie, en Azerbaïdjan et en Iran.

## Description
Neobisium crassifemoratum mesure de 2,1 à 2,5 mm.

## Systématique et taxinomie
Cette espèce a été décrite sous le protonyme Obisium crassifemoratum par Beier en 1928. Elle est placée dans le genre Neobisium par Beier en 1932.
Neobisium concolor a été placée en synonymie par Dashdamirov et Schawaller en 1992.

## Publication originale
- Beier, 1928 : Die Pseudoskorpione des Wiener Naturhistorischen Museums. I. Hemictenodactyli. Annalen des Naturhistorischen Museums in Wien, vol. 42, p. 285-314 (texte intégral).